# The Rainmaker (filme de 1997)
The Rainmaker (bra O Homem Que Fazia Chover; prt O Poder da Justiça) é um filme estadunidense de 1997, dos gêneros drama e suspense, escrito e dirigido por Francis Ford Coppola, baseado no romance homônimo de John Grisham.

## Sinopse
O filme narra a história de um jovem advogado desempregado que não só acredita em seus sonhos como transforma-se na única esperança de um pobre casal que luta contra o sistema de saúde estadunidense. O motivo é que eles não conseguiam obter de uma companhia de seguros a quantia suficiente para realizar a cirurgia do filho, que tem leucemia e precisa de um transplante de medula óssea para voltar a ter uma vida normal. Enquanto o aplicado advogado trabalha com afinco em seu primeiro caso, apaixona-se por uma mulher casada, cujo marido a atacou várias vezes, inclusive com um taco de beisebol.

## Elenco
- Matt Damon .... Rudy Baylor
- Danny DeVito.... Deck Schifflet
- Jon Voight.... Leo F. Drummond
- Virginia Madsen.... Jackie Leemancyzk
- Claire Danes .... Kelly Riker
- Mary Kay Place .... Dot Black
- Dean Stockwell .... Juiz Harvey Hale
- Teresa Wright .... Miss Birdie
- Mickey Rourke .... Bruiser Stone
- Andrew Shue .... Cliff Riker
- Randy Travis .... Billy Porter
- Red West .... Buddy Black
- Johnny Whitworth ... Donnny Ray Black
- Danny Glover ... juiz Tyrone Kipler

## Principais prêmios e indicações
Globo de Ouro (1998)
- Indicado - Melhor ator coadjuvante (Jon Voight)[5]

Satellite Awards (1998)
- Indicado - Melhor ator coadjuvante (Danny DeVito)[carece de fontes?]